# Élections municipales de 2014 dans l'Allier
Les élections municipales dans l'Allier se sont déroulées les 23 mars 2014 et 30 mars 2014.

## Maires sortants et maires élus
Le gauche connaît plusieurs défaites au cours du scrutin. Le PS perd Bellerive-sur-Allier et Gannat, le PCF Bourbon-l'Archambault, Cosne-d'Allier, Cusset et Varennes-sur-Allier. Remportant Vendat, la droite progresse dans le département tout en conservant les trois principales villes : Montluçon, Moulins et Vichy. L'UDI l'emporte quant à elle à Commentry.
| Commune                   | Population | Maire sortant             | Parti | Parti | Maire élu                | Parti | Parti |
| ------------------------- | ---------- | ------------------------- | ----- | ----- | ------------------------ | ----- | ----- |
| Abrest                    | 2 758      | Christian Boch            |       | DVG   | Patrick Montagner        |       | DVG   |
| Avermes                   | 3 794      | Alain Denizot             |       | PS    | Alain Denizot            |       | PS    |
| Bellerive-sur-Allier      | 8 530      | Jean-Michel Guerre        |       | PS    | Jérôme Joannet           |       | DVD   |
| Bourbon-l'Archambault     | 2 558      | Jacky Belien              |       | PCF   | Yves Girardot            |       | DVD   |
| Commentry                 | 6 580      | Jean-Louis Gaby           |       | UMP   | Claude Riboulet          |       | UDI   |
| Cosne-d'Allier            | 2 198      | Séverine Fenouillet       |       | PCF   | Martial Sanlias          |       | DVD   |
| Creuzier-le-Vieux         | 3 334      | Jean-Claude Tuloup        |       | PCF   | André Crouzier           |       | PCF   |
| Cusset                    | 13 525     | Pascale Semet             |       | PCF   | Jean-Sébastien Laloy     |       | UMP   |
| Désertines                | 4 290      | Lucien Dubuisson          |       | PCF   | Christian Sanvoisin      |       | PCF   |
| Domérat                   | 9 027      | Marc Malbet               |       | PS    | Marc Malbet              |       | PS    |
| Dompierre-sur-Besbre      | 3 119      | Pascal Vernisse           |       | DVG   | Pascal Vernisse          |       | DVG   |
| Gannat                    | 5 806      | Louis Huguet              |       | PS    | Véronique Pouzadoux      |       | UMP   |
| Huriel                    | 2 609      | Gérard Bouricat           |       | PS    | Stéphane Abranowitch     |       | DVG   |
| Lapalisse                 | 3 138      | Jacques de Chabannes      |       | PRG   | Jacques de Chabannes     |       | PRG   |
| Lurcy-Lévis               | 2 089      | Claude Vanneau            |       | DVD   | Claude Vanneau           |       | DVD   |
| Montluçon                 | 38 166     | Daniel Dugléry            |       | UMP   | Daniel Dugléry           |       | UMP   |
| Moulins                   | 19 094     | Pierre-André Périssol     |       | UMP   | Pierre-André Périssol    |       | UMP   |
| Néris-les-Bains           | 2 628      | Jean-Claude De Pin        |       | DVD   | Alain Chapy              |       | DVD   |
| Prémilhat                 | 2 346      | Bernard Pozzoli           |       | PS    | Bernard Pozzoli          |       | PS    |
| Saint-Germain-des-Fossés  | 3 697      | Michel Guyot              |       | DVD   | Élisabeth Albert-Cuisset |       | DVD   |
| Saint-Pourçain-sur-Sioule | 4 944      | Bernard Coulon            |       | UDI   | Bernard Coulon           |       | UDI   |
| Saint-Victor              | 2 053      | Bernard Dillard           |       | DVD   | Jean Pierre Guerin       |       | DVD   |
| Saint-Yorre               | 2 773      | Roger Levillain           |       | PCF   | Roger Levillain          |       | PCF   |
| Varennes-sur-Allier       | 3 574      | Pierre Courtadon          |       | PCF   | Roger Litaudon           |       | DVD   |
| Vendat                    | 2 424      | Encarnacion Douchet-Pardo |       | DVG   | Jean-Marc Germanangue    |       | DVD   |
| Vichy                     | 24 992     | Claude Malhuret           |       | UMP   | Claude Malhuret          |       | UMP   |
| Yzeure                    | 12 990     | Guy Chambefort            |       | PS    | Pascal Perrin            |       | PS    |

### Résultats en nombre de maires
| Partis       | Partis                            | Maires sortants | Maires élus | Évolution     |
| ------------ | --------------------------------- | --------------- | ----------- | ------------- |
|              | Divers droite                     | 4               | 9           | 5             |
|              | Union pour un mouvement populaire | 4               | 5           | 1             |
|              | UDI                               | 1               | 2           | 1             |
| Total droite | Total droite                      | 9               | 16          | 7             |
|              | Parti communiste français         | 7               | 3           | 4             |
|              | Parti socialiste                  | 7               | 4           | 3             |
|              | Divers gauche                     | 3               | 3           | en stagnation |
|              | PRG                               | 1               | 1           | en stagnation |
| Total gauche | Total gauche                      | 18              | 11          | 7             |
| Total        | Total                             | 27              | 27          | -             |

## Résultats dans les communes de plus de2 000 habitants

### Abrest
- Maire sortant : Christian Boch
- 23 sièges à pourvoir au conseil municipal (population légale 2011 : 2 758 habitants)
- 3 sièges à pourvoir au conseil communautaire (CA Vichy Communauté)

| Tête de liste  | Tête de liste      | Liste          | Premier tour | Premier tour | Second tour | Second tour | Sièges | Sièges |
| Tête de liste  | Tête de liste      | Liste          | Voix         | %            | Voix        | %           | CM     | CC     |
| -------------- | ------------------ | -------------- | ------------ | ------------ | ----------- | ----------- | ------ | ------ |
|                | Patrick Montagner  | DVG            | 556          | 40,43        | 604         | 42,86       | 17     | 2      |
|                | Fernand Minard     | DVG            | 474          | 34,47        | 530         | 37,61       | 4      | 1      |
|                | Daniel Bourgougnon | DVD            | 345          | 25,09        | 275         | 19,51       | 2      |        |
|                |                    |                |              |              |             |             |        |        |
| Inscrits       | Inscrits           | Inscrits       | 2 074        | 100,00       | 2 074       | 100,00      |        |        |
| Abstentions    | Abstentions        | Abstentions    | 646          | 31,15        | 627         | 30,23       |        |        |
| Votants        | Votants            | Votants        | 1 428        | 68,85        | 1 447       | 69,77       |        |        |
| Blancs et nuls | Blancs et nuls     | Blancs et nuls | 53           | 3,71         | 38          | 2,63        |        |        |
| Exprimés       | Exprimés           | Exprimés       | 1 375        | 96,29        | 1 409       | 97,37       |        |        |

### Avermes
- Maire sortant : Alain Denizot (PS)
- 27 sièges à pourvoir au conseil municipal (population légale 2011 : 3 794 habitants)
- 5 sièges à pourvoir au conseil communautaire (CA Moulins Communauté)

|                          | Alain Denizot * | PS-PCF-EELV    | 1 224 | 67,84  | 23 | 5 |  |  |
|                          | Alain Didtsch   | DVD            | 580   | 32,15  | 4  |   |  |  |
|                          |                 |                |       |        |    |   |  |  |
| Inscrits                 | Inscrits        | Inscrits       | 2 992 | 100,00 |    |   |  |  |
| Abstentions              | Abstentions     | Abstentions    | 1 064 | 35,56  |    |   |  |  |
| Votants                  | Votants         | Votants        | 1 928 | 64,44  |    |   |  |  |
| Blancs et nuls           | Blancs et nuls  | Blancs et nuls | 124   | 6,43   |    |   |  |  |
| Exprimés                 | Exprimés        | Exprimés       | 1 804 | 93,57  |    |   |  |  |
| * Liste du maire sortant |                 |                |       |        |    |   |  |  |

### Bellerive-sur-Allier
- Maire sortant : Jean-Michel Guerre (PS)
- 29 sièges à pourvoir au conseil municipal (population légale 2011 : 8 530 habitants)
- 6 sièges à pourvoir au conseil communautaire (CA Vichy Communauté)

|                          | Jérôme Joannet       | DVD            | 2 642 | 62,13  | 24 | 5 |  |  |
|                          | Jean-Michel Guerre * | DVG            | 1 610 | 37,86  | 5  | 1 |  |  |
|                          |                      |                |       |        |    |   |  |  |
| Inscrits                 | Inscrits             | Inscrits       | 6 067 | 100,00 |    |   |  |  |
| Abstentions              | Abstentions          | Abstentions    | 1 628 | 26,83  |    |   |  |  |
| Votants                  | Votants              | Votants        | 4 439 | 73,17  |    |   |  |  |
| Blancs et nuls           | Blancs et nuls       | Blancs et nuls | 187   | 4,21   |    |   |  |  |
| Exprimés                 | Exprimés             | Exprimés       | 4 252 | 95,79  |    |   |  |  |
| * Liste du maire sortant |                      |                |       |        |    |   |  |  |

### Bourbon-l'Archambault
- Maire sortant : Jacky Belien
- 23 sièges à pourvoir au conseil municipal (population légale 2011 : 2 558 habitants)
- 8 sièges à pourvoir au conseil communautaire (CC du Bocage Bourbonnais)

|                          | Yves Girardot  | DVD            | 705   | 51,99  | 18 | 6 |  |  |
|                          | Jacky Belien * | PS-PCF-EELV    | 651   | 48,00  | 5  | 2 |  |  |
|                          |                |                |       |        |    |   |  |  |
| Inscrits                 | Inscrits       | Inscrits       | 1 930 | 100,00 |    |   |  |  |
| Abstentions              | Abstentions    | Abstentions    | 504   | 26,11  |    |   |  |  |
| Votants                  | Votants        | Votants        | 1 426 | 73,89  |    |   |  |  |
| Blancs et nuls           | Blancs et nuls | Blancs et nuls | 70    | 4,91   |    |   |  |  |
| Exprimés                 | Exprimés       | Exprimés       | 1 356 | 95,09  |    |   |  |  |
| * Liste du maire sortant |                |                |       |        |    |   |  |  |

### Commentry
- Maire sortant : Jean-Louis Gaby (UMP)
- 29 sièges à pourvoir au conseil municipal (population légale 2011 : 6 580 habitants)
- 5 sièges à pourvoir au conseil communautaire (CC Commentry Montmarault Néris Communauté)

| Tête de liste  | Tête de liste     | Liste          | Premier tour | Premier tour | Second tour | Second tour | Sièges | Sièges |
| Tête de liste  | Tête de liste     | Liste          | Voix         | %            | Voix        | %           | CM     | CC     |
| -------------- | ----------------- | -------------- | ------------ | ------------ | ----------- | ----------- | ------ | ------ |
|                | Claude Riboulet   | UMP-UDI        | 1 524        | 47,05        | 1 854       | 58,11       | 23     | 4      |
|                | Sylvain Bourdier  | DVG            | 834          | 25,74        | 1 336       | 41,88       | 6      | 1      |
|                | Bernard Lesterlin | PS             | 524          | 16,17        |             |             |        |        |
|                | Jacky Laville     | DVD            | 357          | 11,02        |             |             |        |        |
|                |                   |                |              |              |             |             |        |        |
| Inscrits       | Inscrits          | Inscrits       | 4 914        | 100,00       | 4 913       | 100,00      |        |        |
| Abstentions    | Abstentions       | Abstentions    | 1 548        | 31,50        | 1 552       | 31,59       |        |        |
| Votants        | Votants           | Votants        | 3 366        | 68,50        | 3 361       | 68,41       |        |        |
| Blancs et nuls | Blancs et nuls    | Blancs et nuls | 127          | 3,77         | 171         | 5,09        |        |        |
| Exprimés       | Exprimés          | Exprimés       | 3 239        | 96,23        | 3 190       | 94,91       |        |        |

### Cosne-d'Allier
- Maire sortant : Séverine Fenouillet
- 19 sièges à pourvoir au conseil municipal (population légale 2011 : 2 198 habitants)
- 3 sièges à pourvoir au conseil communautaire (CC Commentry Montmarault Néris Communauté)

|                          | Martial Sanlias       | DVD            | 707   | 59,51  | 15 | 2 |  |  |
|                          | Séverine Fenouillet * | PS-PCF-EELV    | 481   | 40,48  | 4  | 1 |  |  |
|                          |                       |                |       |        |    |   |  |  |
| Inscrits                 | Inscrits              | Inscrits       | 1 644 | 100,00 |    |   |  |  |
| Abstentions              | Abstentions           | Abstentions    | 391   | 23,78  |    |   |  |  |
| Votants                  | Votants               | Votants        | 1 253 | 76,22  |    |   |  |  |
| Blancs et nuls           | Blancs et nuls        | Blancs et nuls | 65    | 5,19   |    |   |  |  |
| Exprimés                 | Exprimés              | Exprimés       | 1 188 | 94,81  |    |   |  |  |
| * Liste du maire sortant |                       |                |       |        |    |   |  |  |

### Creuzier-le-Vieux
- Maire sortant : Jean-Claude Tuloup (PCF)
- 23 sièges à pourvoir au conseil municipal (population légale 2011 : 3 334 habitants)
- 3 sièges à pourvoir au conseil communautaire (CA Vichy Communauté)

|                | André Crouzier   | DVG            | 1 225 | 65,02  | 19 | 2 |  |  |
|                | Patrick Jourdain | DVD            | 659   | 34,97  | 4  | 1 |  |  |
|                |                  |                |       |        |    |   |  |  |
| Inscrits       | Inscrits         | Inscrits       | 2 849 | 100,00 |    |   |  |  |
| Abstentions    | Abstentions      | Abstentions    | 850   | 29,84  |    |   |  |  |
| Votants        | Votants          | Votants        | 1 999 | 70,16  |    |   |  |  |
| Blancs et nuls | Blancs et nuls   | Blancs et nuls | 115   | 5,75   |    |   |  |  |
| Exprimés       | Exprimés         | Exprimés       | 1 884 | 94,25  |    |   |  |  |

### Cusset
- Maire sortant : Pascale Semet (PCF)
- 33 sièges à pourvoir au conseil municipal (population légale 2011 : 13 525 habitants)
- 9 sièges à pourvoir au conseil communautaire (CA Vichy Communauté)

| Tête de liste            | Tête de liste        | Liste          | Premier tour | Premier tour | Second tour | Second tour | Sièges | Sièges |
| Tête de liste            | Tête de liste        | Liste          | Voix         | %            | Voix        | %           | CM     | CC     |
| ------------------------ | -------------------- | -------------- | ------------ | ------------ | ----------- | ----------- | ------ | ------ |
|                          | Jean-Sébastien Laloy | UMP-UDI        | 1 741        | 31,58        | 2 574       | 43,94       | 25     | 7      |
|                          | Pascale Semet *      | FG-PS-EELV     | 1 578        | 28,62        | 1 578       | 26,94       | 4      | 1      |
|                          | Jean-Yves Chégut     | DVG            | 1 382        | 25,07        | 1 202       | 20,52       | 3      | 1      |
|                          | Arnaud Couture       | FN             | 811          | 14,71        | 503         | 8,58        | 1      |        |
|                          |                      |                |              |              |             |             |        |        |
| Inscrits                 | Inscrits             | Inscrits       | 8 625        | 100,00       | 8 625       | 100,00      |        |        |
| Abstentions              | Abstentions          | Abstentions    | 2 941        | 34,10        | 2 662       | 30,86       |        |        |
| Votants                  | Votants              | Votants        | 5 684        | 65,90        | 5 963       | 69,14       |        |        |
| Blancs et nuls           | Blancs et nuls       | Blancs et nuls | 172          | 3,03         | 106         | 1,78        |        |        |
| Exprimés                 | Exprimés             | Exprimés       | 5 512        | 96,97        | 5 857       | 98,22       |        |        |
| * Liste du maire sortant |                      |                |              |              |             |             |        |        |

### Désertines
- Maire sortant : Lucien Dubuisson (PCF)
- 27 sièges à pourvoir au conseil municipal (population légale 2011 : 4 290 habitants)
- 6 sièges à pourvoir au conseil communautaire (CA Montluçon Communauté)

|                | Christian Sanvoisin | FG             | 1 229 | 51,72  | 21 | 5 |  |  |
|                | Robert Rivat        | DVD            | 637   | 26,80  | 3  | 1 |  |  |
|                | Abdennabi Zaher     | PS             | 510   | 21,46  | 3  |   |  |  |
|                |                     |                |       |        |    |   |  |  |
| Inscrits       | Inscrits            | Inscrits       | 3 568 | 100,00 |    |   |  |  |
| Abstentions    | Abstentions         | Abstentions    | 1 096 | 30,72  |    |   |  |  |
| Votants        | Votants             | Votants        | 2 472 | 69,28  |    |   |  |  |
| Blancs et nuls | Blancs et nuls      | Blancs et nuls | 96    | 3,88   |    |   |  |  |
| Exprimés       | Exprimés            | Exprimés       | 2 376 | 96,12  |    |   |  |  |

### Domérat
- Maire sortant : Marc Malbet (PS)
- 29 sièges à pourvoir au conseil municipal (population légale 2011 : 9 027 habitants)
- 10 sièges à pourvoir au conseil communautaire (CA Montluçon Communauté)

|                          | Marc Malbet *     | PS             | 2 863 | 62,70  | 24 | 8 |  |  |
|                          | Isabelle Juillard | UDI            | 900   | 19,71  | 3  | 1 |  |  |
|                          | Joël Lefebre      | FG             | 803   | 17,58  | 2  | 1 |  |  |
|                          |                   |                |       |        |    |   |  |  |
| Inscrits                 | Inscrits          | Inscrits       | 7 153 | 100,00 |    |   |  |  |
| Abstentions              | Abstentions       | Abstentions    | 2 336 | 32,66  |    |   |  |  |
| Votants                  | Votants           | Votants        | 4 817 | 67,34  |    |   |  |  |
| Blancs et nuls           | Blancs et nuls    | Blancs et nuls | 251   | 5,21   |    |   |  |  |
| Exprimés                 | Exprimés          | Exprimés       | 4 566 | 94,79  |    |   |  |  |
| * Liste du maire sortant |                   |                |       |        |    |   |  |  |

### Dompierre-sur-Besbre
- Maire sortant : Pascal Vernisse (FG)
- 23 sièges à pourvoir au conseil municipal (population légale 2011 : 3 119 habitants)
- 5 sièges à pourvoir au conseil communautaire (CC Entr'Allier Besbre et Loire)

|                          | Pascal Vernisse * | DVG            | 1 090 | 70,18  | 20 | 5 |  |  |
|                          | Pierre Girard     | DVD            | 463   | 29,81  | 3  |   |  |  |
|                          |                   |                |       |        |    |   |  |  |
| Inscrits                 | Inscrits          | Inscrits       | 2 388 | 100,00 |    |   |  |  |
| Abstentions              | Abstentions       | Abstentions    | 745   | 31,20  |    |   |  |  |
| Votants                  | Votants           | Votants        | 1 643 | 68,80  |    |   |  |  |
| Blancs et nuls           | Blancs et nuls    | Blancs et nuls | 90    | 5,48   |    |   |  |  |
| Exprimés                 | Exprimés          | Exprimés       | 1 553 | 94,52  |    |   |  |  |
| * Liste du maire sortant |                   |                |       |        |    |   |  |  |

### Gannat
- Maire sortant : Louis Huguet (PS)
- 29 sièges à pourvoir au conseil municipal (population légale 2011 : 5 806 habitants)
- 15 sièges à pourvoir au conseil communautaire (CC Saint-Pourçain Sioule Limagne)

|                | Véronique Pouzadoux | DVD            | 1 678 | 59,86  | 23 | 12 |  |  |
|                | Hervé Roche         | PS-PCF-EELV    | 1 125 | 40,13  | 6  | 3  |  |  |
|                |                     |                |       |        |    |    |  |  |
| Inscrits       | Inscrits            | Inscrits       | 4 302 | 100,00 |    |    |  |  |
| Abstentions    | Abstentions         | Abstentions    | 1 370 | 31,85  |    |    |  |  |
| Votants        | Votants             | Votants        | 2 932 | 68,15  |    |    |  |  |
| Blancs et nuls | Blancs et nuls      | Blancs et nuls | 129   | 4,40   |    |    |  |  |
| Exprimés       | Exprimés            | Exprimés       | 2 803 | 95,60  |    |    |  |  |

### Huriel
- Maire sortant : Gérard Bouricat
- 23 sièges à pourvoir au conseil municipal (population légale 2011 : 2 609 habitants)
- 6 sièges à pourvoir au conseil communautaire (CC du Pays d'Huriel)

|                | Stéphane Abranowitch | DVG            | 699   | 52,20  | 18 | 5 |  |  |
|                | Jane Galleazzi       | PS             | 365   | 27,25  | 3  | 1 |  |  |
|                | Philippe Portier     | FG             | 275   | 20,53  | 2  |   |  |  |
|                |                      |                |       |        |    |   |  |  |
| Inscrits       | Inscrits             | Inscrits       | 2 049 | 100,00 |    |   |  |  |
| Abstentions    | Abstentions          | Abstentions    | 595   | 29,04  |    |   |  |  |
| Votants        | Votants              | Votants        | 1 454 | 70,96  |    |   |  |  |
| Blancs et nuls | Blancs et nuls       | Blancs et nuls | 115   | 7,91   |    |   |  |  |
| Exprimés       | Exprimés             | Exprimés       | 1 339 | 92,09  |    |   |  |  |

### Lapalisse
- Maire sortant : Jacques de Chabannes (PRG)
- 23 sièges à pourvoir au conseil municipal (population légale 2011 : 3 138 habitants)
- 11 sièges à pourvoir au conseil communautaire (CC du Pays de Lapalisse)

|                          | Jacques de Chabannes * | DVG            | 980   | 100,00 | 23 | 11 |  |  |
|                          |                        |                |       |        |    |    |  |  |
| Inscrits                 | Inscrits               | Inscrits       | 2 191 | 100,00 |    |    |  |  |
| Abstentions              | Abstentions            | Abstentions    | 922   | 42,08  |    |    |  |  |
| Votants                  | Votants                | Votants        | 1 269 | 57,92  |    |    |  |  |
| Blancs et nuls           | Blancs et nuls         | Blancs et nuls | 289   | 22,77  |    |    |  |  |
| Exprimés                 | Exprimés               | Exprimés       | 980   | 77,23  |    |    |  |  |
| * Liste du maire sortant |                        |                |       |        |    |    |  |  |

### Lurcy-Lévis
- Maire sortant : Claude Vanneau
- 19 sièges à pourvoir au conseil municipal (population légale 2011 : 2 089 habitants)
- 10 sièges à pourvoir au conseil communautaire (CA Moulins Communauté)

|                          | Claude Vanneau * | DVD            | 527   | 51,81  | 15 | 8 |  |  |
|                          | Roland Landry    | DVG            | 490   | 48,18  | 4  | 2 |  |  |
|                          |                  |                |       |        |    |   |  |  |
| Inscrits                 | Inscrits         | Inscrits       | 1 496 | 100,00 |    |   |  |  |
| Abstentions              | Abstentions      | Abstentions    | 411   | 27,47  |    |   |  |  |
| Votants                  | Votants          | Votants        | 1 085 | 72,53  |    |   |  |  |
| Blancs et nuls           | Blancs et nuls   | Blancs et nuls | 68    | 6,27   |    |   |  |  |
| Exprimés                 | Exprimés         | Exprimés       | 1 017 | 93,73  |    |   |  |  |
| * Liste du maire sortant |                  |                |       |        |    |   |  |  |

### Montluçon
- Maire sortant : Daniel Dugléry (UMP)
- 39 sièges à pourvoir au conseil municipal (population légale 2011 : 38 166 habitants)
- 24 sièges à pourvoir au conseil communautaire (CA Montluçon Communauté)

|                          | Daniel Dugléry *     | DVD            | 7 509  | 53,66  | 31 | 20 |  |  |
|                          | Frédéric Kott        | PS             | 2 799  | 20,00  | 4  | 2  |  |  |
|                          | Nelly Depriester     | FG             | 1 739  | 12,42  | 2  | 1  |  |  |
|                          | Abdourakhmane Diallo | DVG            | 1 601  | 11,44  | 2  | 1  |  |  |
|                          | Véronique Dreyfus    | LO             | 345    | 2,46   |    |    |  |  |
|                          |                      |                |        |        |    |    |  |  |
| Inscrits                 | Inscrits             | Inscrits       | 26 136 | 100,00 |    |    |  |  |
| Abstentions              | Abstentions          | Abstentions    | 11 505 | 44,02  |    |    |  |  |
| Votants                  | Votants              | Votants        | 14 631 | 55,98  |    |    |  |  |
| Blancs et nuls           | Blancs et nuls       | Blancs et nuls | 638    | 4,36   |    |    |  |  |
| Exprimés                 | Exprimés             | Exprimés       | 13 993 | 95,64  |    |    |  |  |
| * Liste du maire sortant |                      |                |        |        |    |    |  |  |

### Moulins
- Maire sortant : Pierre-André Périssol (UMP)
- 33 sièges à pourvoir au conseil municipal (population légale 2011 : 19 094 habitants)
- 18 sièges à pourvoir au conseil communautaire (CA Moulins Communauté)

|                          | Pierre-André Perissol * | UMP-UDI        | 4 393  | 63,30  | 28 | 15 |  |  |
|                          | Jacques Lahaye          | PS-PCF-EELV    | 2 175  | 31,34  | 5  | 3  |  |  |
|                          | Liliane Michaud         | LO             | 371    | 5,34   |    |    |  |  |
|                          |                         |                |        |        |    |    |  |  |
| Inscrits                 | Inscrits                | Inscrits       | 13 668 | 100,00 |    |    |  |  |
| Abstentions              | Abstentions             | Abstentions    | 6 409  | 46,89  |    |    |  |  |
| Votants                  | Votants                 | Votants        | 7 259  | 53,11  |    |    |  |  |
| Blancs et nuls           | Blancs et nuls          | Blancs et nuls | 320    | 4,41   |    |    |  |  |
| Exprimés                 | Exprimés                | Exprimés       | 6 939  | 95,59  |    |    |  |  |
| * Liste du maire sortant |                         |                |        |        |    |    |  |  |

### Néris-les-Bains
- Maire sortant : Jean-Claude De Pin
- 23 sièges à pourvoir au conseil municipal (population légale 2011 : 2 628 habitants)
- 4 sièges à pourvoir au conseil communautaire (CC Commentry Montmarault Néris Communauté)

|                | Alain Chapy    | DVD            | 722   | 54,20  | 18 | 3 |  |  |
|                | Patrice Daffy  | DVG            | 381   | 28,60  | 3  | 1 |  |  |
|                | Serge Popoff   | DVD            | 229   | 17,19  | 2  |   |  |  |
|                |                |                |       |        |    |   |  |  |
| Inscrits       | Inscrits       | Inscrits       | 2 033 | 100,00 |    |   |  |  |
| Abstentions    | Abstentions    | Abstentions    | 579   | 28,48  |    |   |  |  |
| Votants        | Votants        | Votants        | 1 454 | 71,52  |    |   |  |  |
| Blancs et nuls | Blancs et nuls | Blancs et nuls | 122   | 8,39   |    |   |  |  |
| Exprimés       | Exprimés       | Exprimés       | 1 332 | 91,61  |    |   |  |  |

### Prémilhat
- Maire sortant : Bernard Pozzoli
- 19 sièges à pourvoir au conseil municipal (population légale 2011 : 2 346 habitants)
- 3 sièges à pourvoir au conseil communautaire (CA Montluçon Communauté)

|                          | Bernard Pozzoli * | DVG            | 928   | 100,00 | 19 | 3 |  |  |
|                          |                   |                |       |        |    |   |  |  |
| Inscrits                 | Inscrits          | Inscrits       | 1 858 | 100,00 |    |   |  |  |
| Abstentions              | Abstentions       | Abstentions    | 703   | 37,84  |    |   |  |  |
| Votants                  | Votants           | Votants        | 1 155 | 62,16  |    |   |  |  |
| Blancs et nuls           | Blancs et nuls    | Blancs et nuls | 227   | 19,65  |    |   |  |  |
| Exprimés                 | Exprimés          | Exprimés       | 928   | 80,35  |    |   |  |  |
| * Liste du maire sortant |                   |                |       |        |    |   |  |  |

### Saint-Germain-des-Fossés
- Maire sortant : Michel Guyot (DVD)
- 27 sièges à pourvoir au conseil municipal (population légale 2011 : 3 697 habitants)
- 3 sièges à pourvoir au conseil communautaire (CA Vichy Communauté)

|                | Élisabeth Albert-cuisset | DVD            | 1 206 | 71,74  | 24 | 3 |  |  |
|                | Jeannine Lavedrine       | DVG            | 475   | 28,25  | 3  |   |  |  |
|                |                          |                |       |        |    |   |  |  |
| Inscrits       | Inscrits                 | Inscrits       | 2 560 | 100,00 |    |   |  |  |
| Abstentions    | Abstentions              | Abstentions    | 788   | 30,78  |    |   |  |  |
| Votants        | Votants                  | Votants        | 1 772 | 69,22  |    |   |  |  |
| Blancs et nuls | Blancs et nuls           | Blancs et nuls | 91    | 5,14   |    |   |  |  |
| Exprimés       | Exprimés                 | Exprimés       | 1 681 | 94,86  |    |   |  |  |

### Saint-Pourçain-sur-Sioule
- Maire sortant : Bernard Coulon (UDI)
- 27 sièges à pourvoir au conseil municipal (population légale 2011 : 4 944 habitants)
- 8 sièges à pourvoir au conseil communautaire (CC Saint-Pourçain Sioule Limagne)

|                          | Bernard Coulon * | UMP-UDI        | 1 627 | 69,76  | 23 | 7 |  |  |
|                          | Sylvie Theveniot | PS-PCF-EELV    | 705   | 30,23  | 4  | 1 |  |  |
|                          |                  |                |       |        |    |   |  |  |
| Inscrits                 | Inscrits         | Inscrits       | 3 809 | 100,00 |    |   |  |  |
| Abstentions              | Abstentions      | Abstentions    | 1 378 | 36,18  |    |   |  |  |
| Votants                  | Votants          | Votants        | 2 431 | 63,82  |    |   |  |  |
| Blancs et nuls           | Blancs et nuls   | Blancs et nuls | 99    | 4,07   |    |   |  |  |
| Exprimés                 | Exprimés         | Exprimés       | 2 332 | 95,93  |    |   |  |  |
| * Liste du maire sortant |                  |                |       |        |    |   |  |  |

### Saint-Victor
- Maire sortant : Bernard Dillard
- 19 sièges à pourvoir au conseil municipal (population légale 2011 : 2 053 habitants)
- 3 sièges à pourvoir au conseil communautaire (CA Montluçon Communauté)

|                | J.Pierre Guerin   | DVD            | 885   | 72,18  | 17 | 3 |  |  |
|                | Jean-Claude Gomes | PS             | 171   | 13,94  | 1  |   |  |  |
|                | Maxence Sasso     | DVG            | 170   | 13,86  | 1  |   |  |  |
|                |                   |                |       |        |    |   |  |  |
| Inscrits       | Inscrits          | Inscrits       | 1 655 | 100,00 |    |   |  |  |
| Abstentions    | Abstentions       | Abstentions    | 377   | 22,78  |    |   |  |  |
| Votants        | Votants           | Votants        | 1 278 | 77,22  |    |   |  |  |
| Blancs et nuls | Blancs et nuls    | Blancs et nuls | 52    | 4,07   |    |   |  |  |
| Exprimés       | Exprimés          | Exprimés       | 1 226 | 95,93  |    |   |  |  |

### Saint-Yorre
- Maire sortant : Roger Levillain
- 23 sièges à pourvoir au conseil municipal (population légale 2011 : 2 773 habitants)
- 3 sièges à pourvoir au conseil communautaire (CA Vichy Communauté)

|                          | Roger Levillain * | PG             | 690   | 53,03  | 18 | 2 |  |  |
|                          | Serge Gayet       | DVG            | 611   | 46,96  | 5  | 1 |  |  |
|                          |                   |                |       |        |    |   |  |  |
| Inscrits                 | Inscrits          | Inscrits       | 2 162 | 100,00 |    |   |  |  |
| Abstentions              | Abstentions       | Abstentions    | 735   | 34,00  |    |   |  |  |
| Votants                  | Votants           | Votants        | 1 427 | 66,00  |    |   |  |  |
| Blancs et nuls           | Blancs et nuls    | Blancs et nuls | 126   | 8,83   |    |   |  |  |
| Exprimés                 | Exprimés          | Exprimés       | 1 301 | 91,17  |    |   |  |  |
| * Liste du maire sortant |                   |                |       |        |    |   |  |  |

### Varennes-sur-Allier
- Maire sortant : Pierre Courtadon (PCF)
- 27 sièges à pourvoir au conseil municipal (population légale 2011 : 3 574 habitants)
- 9 sièges à pourvoir au conseil communautaire (CC Entr'Allier Besbre et Loire)

|                          | Roger Litaudon     | DVD            | 1 270 | 67,05  | 23 | 8 |  |  |
|                          | Pierre Courtadon * | DVG            | 624   | 32,94  | 4  | 1 |  |  |
|                          |                    |                |       |        |    |   |  |  |
| Inscrits                 | Inscrits           | Inscrits       | 2 694 | 100,00 |    |   |  |  |
| Abstentions              | Abstentions        | Abstentions    | 732   | 27,17  |    |   |  |  |
| Votants                  | Votants            | Votants        | 1 962 | 72,83  |    |   |  |  |
| Blancs et nuls           | Blancs et nuls     | Blancs et nuls | 68    | 3,47   |    |   |  |  |
| Exprimés                 | Exprimés           | Exprimés       | 1 894 | 96,53  |    |   |  |  |
| * Liste du maire sortant |                    |                |       |        |    |   |  |  |

### Vendat
- Maire sortant : Encarnacion Douchet-Pardo
- 19 sièges à pourvoir au conseil municipal (population légale 2011 : 2 242 habitants)
- 2 sièges à pourvoir au conseil communautaire (CA Vichy Communauté)

|                | Jean-Marc Germanangue | DVD            | 643   | 54,17  | 15 | 2 |  |  |
|                | Patrick Letocart      | DVG            | 544   | 45,82  | 4  |   |  |  |
|                |                       |                |       |        |    |   |  |  |
| Inscrits       | Inscrits              | Inscrits       | 1 827 | 100,00 |    |   |  |  |
| Abstentions    | Abstentions           | Abstentions    | 561   | 30,71  |    |   |  |  |
| Votants        | Votants               | Votants        | 1 266 | 69,29  |    |   |  |  |
| Blancs et nuls | Blancs et nuls        | Blancs et nuls | 79    | 6,24   |    |   |  |  |
| Exprimés       | Exprimés              | Exprimés       | 1 187 | 93,76  |    |   |  |  |

### Vichy
- Maire sortant : Claude Malhuret (UMP)
- 35 sièges à pourvoir au conseil municipal (population légale 2011 : 24 992 habitants)
- 18 sièges à pourvoir au conseil communautaire (CA Vichy Communauté)

|                          | Claude Malhuret *   | UMP-UDI        | 5 325  | 54,52  | 28 | 15 |  |  |
|                          | Pierre Gagniere     | PS             | 1 657  | 16,96  | 3  | 1  |  |  |
|                          | Christophe Pommeray | PS-PCF-EELV    | 1 423  | 14,57  | 2  | 1  |  |  |
|                          | Claudine Lopez      | FN             | 1 361  | 13,93  | 2  | 1  |  |  |
|                          |                     |                |        |        |    |    |  |  |
| Inscrits                 | Inscrits            | Inscrits       | 17 675 | 100,00 |    |    |  |  |
| Abstentions              | Abstentions         | Abstentions    | 7 648  | 43,27  |    |    |  |  |
| Votants                  | Votants             | Votants        | 10 027 | 56,73  |    |    |  |  |
| Blancs et nuls           | Blancs et nuls      | Blancs et nuls | 261    | 2,60   |    |    |  |  |
| Exprimés                 | Exprimés            | Exprimés       | 9 766  | 97,40  |    |    |  |  |
| * Liste du maire sortant |                     |                |        |        |    |    |  |  |

### Yzeure
- Maire sortant : Guy Chambefort (PS)
- 33 sièges à pourvoir au conseil municipal (population légale 2011 : 12 990 habitants)
- 13 sièges à pourvoir au conseil communautaire (CA Moulins Communauté)

| Tête de liste  | Tête de liste   | Liste          | Premier tour | Premier tour | Second tour | Second tour | Sièges | Sièges |
| Tête de liste  | Tête de liste   | Liste          | Voix         | %            | Voix        | %           | CM     | CC     |
| -------------- | --------------- | -------------- | ------------ | ------------ | ----------- | ----------- | ------ | ------ |
|                | Pascal Perrin   | PS             | 2 563        | 41,76        | 2 659       | 42,61       | 24     | 10     |
|                | Michel Samzun   | DVD            | 1 797        | 29,28        | 1 930       | 30,93       | 5      | 2      |
|                | Jacques Cabanne | FG             | 1 777        | 28,95        | 1 650       | 26,44       | 4      | 1      |
|                |                 |                |              |              |             |             |        |        |
| Inscrits       | Inscrits        | Inscrits       | 9 623        | 100,00       | 9 623       | 100,00      |        |        |
| Abstentions    | Abstentions     | Abstentions    | 3 211        | 33,37        | 3 211       | 33,37       |        |        |
| Votants        | Votants         | Votants        | 6 412        | 66,63        | 6 412       | 66,63       |        |        |
| Blancs et nuls | Blancs et nuls  | Blancs et nuls | 275          | 4,29         | 173         | 2,70        |        |        |
| Exprimés       | Exprimés        | Exprimés       | 6 137        | 95,71        | 6 239       | 97,30       |        |        |